# Долипски, Виктор
Виктор Долипски (рум. Victor Dolipschi, 19 октября 1950, Бухарест — 14 января 2009, Бухарест) — румынский борец греко-римского стиля, призёр Олимпийских игр.

## Биография
Родился в 1950 году в Бухаресте. В 1968 году завоевал бронзовую медаль Балканских игр. В 1972 году стал бронзовым призёром чемпионата Европы и завоевал бронзовую медаль Олимпийских игр в Мюнхене. В 1977 году опять стал бронзовым призёром чемпионата Европы. В 1984 году завоевал бронзовую медаль Олимпийских игр в Лос-Анджелесе.